# Бетао
Е́берт Ві́льям Ама́нсіу або просто Бета́о (порт. Betão, 11 листопада 1983, Сан-Паулу, Бразилія) — бразильський футболіст, захисник.

## Клубна кар'єра
Виріс у районі Хасана. Грав у шкільній команді з гандболу. Вихованець футбольної школи клубу «Коринтіанс». Дебют у головній команді відбувся у віці 17 років у грі проти команди «Атлетику Мінейру» 18 листопада 2001 року. Разом з «Корінтіансом» виграв Турнір Ріо—Сан-Паулу 2002, Бразильський Кубок-2002, Чемпіонат штату Сан-Паулу у 2003 році, Бразильську Лігу у 2005 році.
6 серпня 2007 року Бетао підписав контракт із «Сошо» за 1 млн. євро на 4 роки, але 14 серпня 2007 року «Сошо» вирішив розірвати контракт і Бетао повернувся до «Корінтіанса».

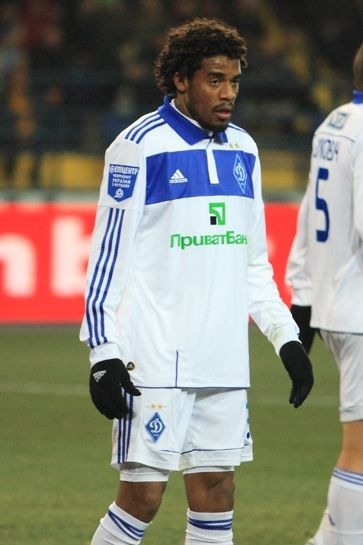
Бетао під час виступів за «Динамо». 6 листопада 2011 року

Контракт з «Корінтіанс» у Бетао закінчився 31 грудня 2007 року, після чого був запропонований новий трирічний контракт, який відхилив. Зігравши 7 років за «Корінтіанс» і маючи капітанську пов'язку протягом сезону 2007 року, Бетао пішов з команди як вільний агент після того, як «Корінтіанс» посів 17 місце в чемпіонаті Бразилії 2007 року й вилетів у другий дивізіон.
У вівторок, 8 січня 2008 року, Бетао і «Сантус» підготували всі документи і на наступний день гравець підписав трирічний контракт з командою. 16 січня Бетао дебютував за «Сантус» грою у чемпіонаті Бразилії, в якому вони програли команді «Португеза» з рахунком 0:2. 24 лютого 2008 року Бетао забив свій перший гол за новий клуб у переможному матчі (4:1) над клубом «Ітуано» в чемпіонаті штату Сан-Паулу-2008.
Влітку 2008 року перейшов до українського клубу «Динамо» (Київ) за 1,6 млн євро і підписав з ним п'ятирічний контракт. Із самого початку став гравцем основного складу. Хоча його головна позиція — центральний захисник, у Києві зазвичай грає на позиції правого захисника.
16 січня 2013 на правах оренди перейшов до французького клубу «Евіан». Термін угоди склав півроку (до 30 червня того ж року) і мав закінчитися разом із завершенням контракту футболіста з «Динамо».
7 серпня 2013 року як вільний агент повернувся на батьківщину в клуб «Понте-Прета». З січня 2014 року — без клубу.
4 листопада 2014 року президент «Динамо» Ігор Суркіс оголосив про повернення Бетао до київського клубу. 14 січня 2015 року підписав піврічний контракт з «Динамо» з можливістю його продовження після закінчення цього терміну, таким чином ставши першим іноземним футболістом в історії «Динамо», який повернувся в команду після переходу в інший клуб. Проте закріпитись після повернення бразильський захисник не зумів, зігравши до кінця сезону лише в трьох матчах кубка, а також в одній грі молодіжної першості. Після чого в червні 2015 року покинув команду на правах вільного агента.
4 липня 2015 року на правах вільного агента повернувся в «Евіан», який тільки-но вилетів до Ліги 2.

## Досягнення
«Корінтіанс»
- Чемпіон Бразилії (1) : 2005
- Чемпіон Турніру Ріо-Сан-Паулу (1) : 2002
- Чемпіон штату Сан-Паулу (1) : 2003
- Володар Кубка Бразилії (1) : 2002

 «Динамо»
- Чемпіон України (2): 2008/09, 2014/15
- Володар Суперкубка України (1): 2009, 2011
- Володар Кубка України (1): 2014/15

 «Евіан»
- Фіналіст кубка Франції (1): 2012/13

## Цікаві факти
- Ще приблизно з 10-річного віку знайомий із колишнім захисником київського «Динамо» Маґрау — гравці разом вчилися у футбольній школі «Корінтіанса».
- У перекладі з португальської Бетао значить «Бетон»[8];
- Син Бетао деякий час навчався в академії київського «Динамо»[9].